# ArenaBall Philippines 2013-2014
La ArenaBall Philippines 2013-2014 è stata la 4ª edizione del campionato filippino di football americano di primo livello, organizzato dalla ATFFP.

## Squadre partecipanti
| Club                 | Città    | Stadio | Sponsor ufficiale | Risultato nella stagione 2012 |
| -------------------- | -------- | ------ | ----------------- | ----------------------------- |
| Makati Rebels        | Makati   |        |                   |                               |
| Manila Knights       | Manila   |        |                   |                               |
| Manila Wolves        | Manila   |        |                   |                               |
| Manila Bandits       | Manila   |        |                   |                               |
| San Juan Juggernauts | San Juan |        |                   |                               |

## Stagione regolare

### Calendario

#### 1ª giornata
| Quezon City 21 settembre 2013 | San Juan Juggernauts | 38 – 0 | Makati Rebels | FEU-FERN Football Pitch |

| Quezon City 21 settembre 2013 | Manila Bandits | 12 – 10 | Manila Wolves | FEU-FERN Football Pitch |

#### 2ª giornata
| Quezon City 28 settembre 2013 | San Juan Juggernauts | 49 – 0 | Manila Knights | FEU-FERN Football Pitch |

| Quezon City 28 settembre 2013 | Manila Wolves | 23 – 0 | Makati Rebels | FEU-FERN Football Pitch |

#### 3ª giornata
| Quezon City 19 ottobre 2013 | San Juan Juggernauts | 28 – 10 | Manila Wolves | UP Track Oval |

| Quezon City 19 ottobre 2013 | Manila Bandits | 44 – 13 | Manila Knights | UP Track Oval |

#### 4ª giornata
| Marikina 26 ottobre 2013 | Manila Wolves | 43 – 6 | Manila Knights | Marikina Sports Park |

| Marikina 26 ottobre 2013 | Manila Bandits | 43 – 0 | Makati Rebels | Marikina Sports Park |

#### 5ª giornata
Prevista per il 16 novembre 2013.

#### 6ª giornata
Prevista per il 23 novembre 2013.

#### 7ª giornata
Prevista per il 7 dicembre 2013.

#### 8ª giornata
Prevista per il 14 dicembre 2013.

#### 9ª giornata
Prevista per l'11 gennaio 2014.

#### 10ª giornata
Prevista per il 18 gennaio 2014.

### Classifica
Aggiornata alla quarta giornata.

La classifica della regular season è la seguente:
- PCT = percentuale di vittorie, G = partite giocate, V = partite vinte,  P = partite perse, PF = punti fatti, PS = punti subiti

| Pos. | Squadra              | PCT   | G | V | N | P | PF  | PS  |
| ---- | -------------------- | ----- | - | - | - | - | --- | --- |
| 1    | San Juan Juggernauts | 1.000 | 3 | 3 | 0 | 0 | 115 | 10  |
| 2    | Manila Bandits       | 1.000 | 3 | 3 | 0 | 0 | 99  | 23  |
| 3    | Manila Wolves        | .500  | 4 | 2 | 0 | 2 | 86  | 46  |
| 4    | Manila Knights       | .000  | 3 | 0 | 0 | 3 | 19  | 136 |
| 5    | Makati Rebels        | .000  | 3 | 0 | 0 | 3 | 0   | 104 |

## Playoff

### Semifinali
Previste per il 1º febbraio 2014.

### ArenaBowl IV
| 15 febbraio 2014 | Manila Bandits | 14 – 6 | San Juan Juggernauts |  |

## Verdetti
- Manila Bandits Campioni della Filippine 2013-2014